# 손옥동
손옥동(1958년~)은 LG화학  (기초소재사업) 대표이사 사장을 지낸 대한민국의 기업인이다. 그는 ABS(기능성 플라스틱) 사업 세계시장 점유율 1위 달성 등 탁월한 성과를 창출했다. 

## 학력
- 부산대학교 경영학과 졸업
- 캐나다 맥길대학교 대학원 경영학 석사

## 경력
- 2002년 LG화학 ABS·PS 국내영업담당, ABS·PS사업부장(상무)
- 2005년 LG화학 중국 용싱 법인장(상무)
- 2008년 LG화학 PVC사업부장(부사장)
- 2013년 LG화학 ABS사업부장(부사장)
- 2015년 LG화학 기초소재사업본부장(부사장)
- 2015.11.26 LG화학 사장

## 참고 자료
- 손옥동 EBN 인물검색